# Зейналов, Закир Алихан оглы
Закир Алихан оглы Зейналов (азерб. Zakir Əlixan oğlu Zeynalov; 21 марта 1939, Mülkülü, Товузский район — 6 декабря 2000, Баку) — азербайджанский политический и государственный деятель, юрист. Депутат Национального Собрания Азербайджана I, II созывов.

## Биография
Родился 21 марта 1939 года в селе Мюлькюлю Товузского района Азербайджана. Окончил Бакинский государственный университет, юридический факультет. Доктор юридических наук.
Председатель комиссии Милли Меджлиса по правовой политике и государственному строительству.
Вице-спикер  Милли меджлиса в период II созыва.